# Max Jean
Max Jean, francoski dirkač Formule 1, * 27. julij 1943, Marseille, Francija.
Max Jean je upokojeni francoski dirkač Formule 1. V svoji karieri je nastopil le na domači dirki za Veliko nagrado Francije v sezoni 1971, kjer je z dirkalnikom March 701 moštva Frank Williams Racing Cars zasedel štirinajsto mesto z več kot devetimi krogi zaostanka za zmagovalcem.

## Popolni rezultati Formule 1
(legenda) (odebeljene dirke pomenijo najboljši štartni položaj, poševne pa najhitrejši krog, †-uvrščen kljub odstopu)
| Leto | Moštvo                     | Šasija    | Motor       | 1   | 2   | 3   | 4   | 5      | 6  | 7   | 8   | 9   | 10  | 11  | Prv | Toč |
| ---- | -------------------------- | --------- | ----------- | --- | --- | --- | --- | ------ | -- | --- | --- | --- | --- | --- | --- | --- |
| 1971 | Frank Williams Racing Cars | March 701 | Cosworth V8 | JAR | ŠPA | MON | NIZ | FRA 14 | VB | NEM | AVT | ITA | KAN | ZDA | -   | 0   |